# Nord-Sel
Nord-Sel este o localitate din comuna Sel, provincia Oppland, Norvegia, cu o suprafață de 0,64 km² și o populație de 515 locuitori (2013).